# Jonathan Cafu
Jonathan Renato Barbosa (Piracicaba, 10 de julho de 1991), mais conhecido como Jonathan Cafu, é um futebolista brasileiro que atua como atacante. Atualmente, joga pelo Botafogo-SP.

## Carreira

### São Paulo
Em 15 de janeiro de 2015, acertou sua transferência para o São Paulo por R$ 3 milhões, valor pago por 50% dos direitos econômicos do jogador. O jogador assinou um contrato por três temporadas, com uma cláusula que o libera em caso de receber uma proposta de um clube do exterior. Marcou seu único gol, pelo tricolor paulista, em uma partida pela Libertadores, contra o Danubio.

### Ludogorets Razgrad
Em julho de 2015, Jonathan Cafú foi anunciado como reforço do Ludogorets, da Bulgária. Os europeus pagaram 1,8 milhão de euros (R$ 6,2 milhões) por 80% dos direitos econômicos do jogador  Foi campeão búlgaro duas vezes.

### Bordeaux
Em 8 de agosto de 2017, Cafú foi contratado pelo Bordeaux, da França.

### Estrela Vermelha
Chegou ao Estrela Vermelha em um contrato, de empréstimo, de um ano, em agosto de 2018. Foi Campeão da Superliga Sérvia 2018–19.

### Al-Hazem
Em 04 de fevereiro de 2020, foi emprestado para o Al-Hazem, com um contrato de um ano e meio.

### Corinthians
No dia 06 de novembro de 2020, o atacante foi contratado pelo Corinthians, com um contrato por 70% dos direitos do atleta, até o final de 2023. No dia 09 de novembro de 2020, o jogador foi anunciado oficialmente. No dia seguinte (10/11), foi apresentado pelo clube. Fez a sua estreia, no dia 14 de novembro de 2020, em uma derrota por 1-2, contra o Atlético Mineiro, na Neo Química Arena, pelo Campeonato Brasileiro 2020.
Em 10 de dezembro de 2022, ele se reapresentou junto com o elenco no Centro de Treinamento Joaquim Grava, porém estava fora dos planos da comissão técnica.

### Cuiabá
Em 01 de março de 2021, foi emprestado para o Cuiabá até o fim da temporada. No clube de Mato Grosso, onde ficou emprestado até 31 de dezembro, foram 44 jogos, seis gols marcados e quatro assistências. Em 2022, foi renovado seu empréstimo. Em janeiro de 2024, o atacante assinou contrato definitivo com o Dourado até o final do Campeonato Brasileiro de 2024.

### Botafogo-SP
Em dezembro de 2024, o Botafogo-SP anunciou a contratação de Jonathan Cafú.

## Estatísticas
Abaixo estão listados todos os jogos, gols e assistências do futebolista por clubes.[carece de fontes?]

### Clubes
| Clube             | Temporada         | Campeonato nacional | Campeonato nacional | Campeonato nacional | Copa nacional[a] | Copa nacional[a] | Copa nacional[a] | Competições continentais[b] | Competições continentais[b] | Competições continentais[b] | Outros torneios[c] | Outros torneios[c] | Outros torneios[c] | Total | Total | Total   |
| Clube             | Temporada         | Jogos               | Gols                | Assist.             | Jogos            | Gols             | Assist.          | Jogos                       | Gols                        | Assist.                     | Jogos              | Gols               | Assist.            | Jogos | Gols  | Assist. |
| ----------------- | ----------------- | ------------------- | ------------------- | ------------------- | ---------------- | ---------------- | ---------------- | --------------------------- | --------------------------- | --------------------------- | ------------------ | ------------------ | ------------------ | ----- | ----- | ------- |
| Desportivo Brasil | 2011              | 16                  | 4                   | 0                   | —                | —                | —                | —                           | —                           | —                           | —                  | —                  | —                  | 4     | 4     | 0       |
| Desportivo Brasil | Total             | 16                  | 4                   | 0                   | —                | —                | —                | —                           | —                           | —                           | —                  | —                  | —                  | 16    | 4     | 0       |
| Boa Vista         | 2011              | —                   | —                   | —                   | —                | —                | —                | —                           | —                           | —                           | 1                  | 0                  | 0                  | 1     | 0     | 0       |
| Boa Vista         | Total             | —                   | —                   | —                   | —                | —                | —                | —                           | —                           | —                           | 1                  | 0                  | 0                  | 1     | 0     | 0       |
| XV de Piracicaba  | 2012              | —                   | —                   | —                   | —                | —                | —                | —                           | —                           | —                           | 7                  | 1                  | 0                  | 7     | 1     | 0       |
| XV de Piracicaba  | 2013              | —                   | —                   | —                   | 21               | 5                | 0                | —                           | —                           | —                           | 2                  | 0                  | 0                  | 21    | 5     | 0       |
| XV de Piracicaba  | 2014              | —                   | —                   | —                   | —                | —                | —                | —                           | —                           | —                           | 13                 | 5                  | 0                  | 13    | 5     | 0       |
| XV de Piracicaba  | Total             | —                   | —                   | —                   | 21               | 5                | 0                | —                           | —                           | —                           | 22                 | 6                  | 0                  | 41    | 11    | 0       |
| Capivariano       | 2012              | —                   | —                   | —                   | —                | —                | —                | —                           | —                           | —                           | 2                  | 0                  | 0                  | 2     | 0     | 0       |
| Capivariano       | Total             | —                   | —                   | —                   | —                | —                | —                | —                           | —                           | —                           | 2                  | 0                  | 0                  | 2     | 0     | 0       |
| Ponte Preta       | 2014              | 32                  | 6                   | 0                   | 1                | 1                | 0                | —                           | —                           | —                           | —                  | —                  | —                  | 33    | 7     | 0       |
| Ponte Preta       | Total             | 32                  | 6                   | 0                   | 1                | 1                | 0                | —                           | —                           | —                           | —                  | —                  | —                  | 33    | 7     | 0       |
| São Paulo         | 2015              | 2                   | 0                   | 0                   | —                | —                | —                | 1                           | 1                           | 0                           | 9                  | 0                  | 0                  | 13    | 1     | 0       |
| São Paulo         | Total             | 2                   | 0                   | 0                   | —                | —                | —                | 1                           | 1                           | 0                           | 9                  | 0                  | 0                  | 13    | 1     | 0       |
| Ludogoretz        | 2015–16           | 22                  | 7                   | 0                   | 1                | 0                | 0                | —                           | —                           | —                           | 4                  | 2                  | 0                  | 28    | 9     | 0       |
| Ludogoretz        | 2016–17           | 30                  | 10                  | 0                   | 1                | 0                | 0                | 14                          | 4                           | 3                           | 1                  | 0                  | 0                  | 46    | 14    | 3       |
| Ludogoretz        | 2017–18           | —                   | —                   | —                   | —                | —                | —                | 4                           | 0                           | 0                           | —                  | —                  | —                  | 5     | 0     | 0       |
| Ludogoretz        | Total             | 52                  | 17                  | 0                   | 1                | 0                | 0                | 18                          | 4                           | 3                           | 5                  | 1                  | 0                  | 79    | 23    | 3       |
| Bordeaux          | 2017–18           | 19                  | 2                   | 1                   | 1                | 0                | 0                | —                           | —                           | —                           | —                  | —                  | —                  | 20    | 2     | 1       |
| Bordeaux          | 2019–20           | 3                   | 0                   | 0                   | 1                | 0                | 0                | —                           | —                           | —                           | —                  | —                  | —                  | 4     | 0     | 0       |
| Bordeaux          | Total             | 22                  | 2                   | 1                   | 2                | 0                | 0                | —                           | —                           | —                           | —                  | —                  | —                  | 24    | 2     | 1       |
| Crvena Zvezda     | 2018–19           | 7                   | 2                   | 0                   | —                | —                | —                | 1                           | 0                           | 0                           | 1                  | 0                  | 0                  | 9     | 2     | 0       |
| Crvena Zvezda     | Total             | 7                   | 2                   | 0                   | —                | —                | —                | 1                           | 0                           | 0                           | 1                  | 0                  | 0                  | 9     | 2     | 0       |
| Al–Hazem          | 2020              | 15                  | 2                   | 2                   | —                | —                | —                | —                           | —                           | —                           | —                  | —                  | —                  | 15    | 2     | 2       |
| Al–Hazem          | Total             | 15                  | 2                   | 2                   | —                | —                | —                | —                           | —                           | —                           | —                  | —                  | —                  | 15    | 2     | 2       |
| Corinthians       | 2020              | 3                   | 0                   | 0                   | —                | —                | —                | —                           | —                           | —                           | —                  | —                  | —                  | 3     | 0     | 0       |
| Corinthians       | Total             | 3                   | 0                   | 0                   | —                | —                | —                | —                           | —                           | —                           | —                  | —                  | —                  | 3     | 0     | 0       |
| Cuiabá            | 2021              | 29                  | 3                   | 0                   | 2                | 0                | 0                | —                           | —                           | —                           | 13                 | 3                  | 4                  | 44    | 6     | 4       |
| Cuiabá            | 2022              | 7                   | 0                   | 0                   | —                | —                | —                | —                           | —                           | —                           | —                  | —                  | —                  | 7     | 0     | 0       |
| Cuiabá            | Total             | 36                  | 3                   | 0                   | 2                | 0                | 0                | —                           | —                           | —                           | 13                 | 3                  | 4                  | 51    | 6     | 4       |
| Total na carreira | Total na carreira | 185                 | 36                  | 3                   | 27               | 6                | 0                | 20                          | 5                           | 3                           | 53                 | 11                 | 4                  | 285   | 58    | 10      |

- a. ^ Jogos da Copa Paulista, Copa do Brasil, Taça Bulgária, Supertaça Bulgária, Copa da Liga França e Copa da França
- b. ^ Jogos da Copa Libertadores, Liga dos Campeões e Liga Europa
- c. ^ Jogos do Campeonato Paulista, Campeonato Mato-Grossense

## Títulos

#### Ludogorets Razgrad
- Campeonato Búlgaro: 2015–16, 2016–17

#### Estrela Vermelha
- Superliga Sérvia: 2018–19

#### Cuiabá
- Campeonato Mato-Grossense: 2021, 2023, 2024